# グラナダ74CF
グラナダ74CF（Granada 74 CF）は、スペイン・アンダルシア州グラナダ県モトリルを本拠地としていたサッカークラブである。
2007年にシウダ・デ・ムルシアというクラブから現在のグラナダ74CFになった。

## 歴史
母体である シウダ・デ・ムルシア (Ciudad de Murcia) は、1999年にレアル・ムルシアでプレーしていたこともある元サッカー選手のキケ・ピナによって設立された。
2003-04シーズン、初めてのセグンダ・ディビシオン（2部）参戦。2005-06シーズンには最終節まで昇格争いを演じたが、わずかに及ばずプリメーラ・ディビシオン（1部）昇格を逃した。翌シーズンも4位に終わり昇格は叶わなかった。
2007年6月6日、クラブはグラナダの投資家に買収されて本拠地を移転。さらに名称を現在のグラナダ74CFに変更した。契約している選手に対しては引き続き新クラブに残るか、契約解除するかの選択を選手自身に委ねることになった。
クラブが移転するのに伴って、シウダ・デ・ムルシア時代のリザーブチームとEscuela Municipal Deporte Lorquiというクラブとが合併して新しくCA Ciudad de Lorquíというクラブを設立してグラナダ74CFから分離した。そしてテルセーラ・ディビシオン（4部）に所属していた地元のクラブを新しくグラナダ74CFのリザーブチームとし、CP Granada 74と名称変更して運営している。
2007-08シーズンは21位に終わり、セグンダ・ディビシオンB（3部）への降格が決定した。2008-09シーズンはセグンダ・ディビシオンBで18位となり、テルセーラ・ディビシオン降格が決まった。2009-10シーズンはどのテルセーラ・ディビシオンに参加せず。
クラブが選手に対して給料を支払えない状況にあり5部以下に降格する事が決まった。
その後、チームは解散する事が決まった。

## 過去の成績
- 2000-2001 テルセーラ・ディビシオン 位 昇格
- 2001-2002 セグンダ・ディビシオンB 位
- 2002-2003 セグンダ・ディビシオンB 位 昇格
- 2003-2004 セグンダ・ディビシオン 17位
- 2004-2005 セグンダ・ディビシオン 18位
- 2005-2006 セグンダ・ディビシオン 4位
- 2006-2007 セグンダ・ディビシオン 4位
- 2007-2008 セグンダ・ディビシオン 21位 降格
- 2008-2009 セグンダ・ディビシオンB 18位 降格
- 2009-2010 不参加

## 歴代監督
- フェルナンド・サンブラーノ 2004
- アベル・レシーノ 2005-2006
- アントニオ・タピア 2007-2008
- マルコス・アロンソ
- ミゲル・リベラ

## 歴代所属選手
（シウダ・デ・ムルシア時代含む）

### DF
- ミケル・ラサ
- ミケル・ラバカ 2003-2004
- ジョアン・ピント 2003-2004
- ダニ・バウティスタ 2005
- アジョセ 2006-2007
- ルドビク・アセモアッサ 2005-

### MF
- スラビシャ・ヨカノビッチ 2003-2004
- ラウル・メディナ 2005-2006
- ダニエル・コメ 2005-2006

### FW
- ダニエル・ゴンサレス・グイサ 2003-2005
- ヘノク・ゴイトム 2005-2007
- ホセ・フアン・ルケ 2005-
- ミク 2006
- ハビ・ヒメネス 2006-2007
- カルロス・アランダ 2007-2008